# Chemsakia
Chemsakia is een kevergeslacht uit de familie van de boktorren (Cerambycidae). De wetenschappelijke naam van het geslacht werd voor het eerst geldig gepubliceerd in 1967 door Linsley.

## Soorten
Chemsakia omvat de volgende soorten:
- Chemsakia semicostata (Bates, 1872)
- Chemsakia subarmata Linsley, 1967